# Gammlångmarktjärnen
Gammlångmarktjärnen är en sjö i Strömsunds kommun i Ångermanland och ingår i Ångermanälvens huvudavrinningsområde.